# Aaron Rosanoff
Aaron Rosanoff (Pinsk, 28 giugno 1878 – 7 gennaio 1943) è stato uno psichiatra russo naturalizzato statunitense, studioso di psicosi.
Nato in Bielorussia da Clara e Abraham Rosenberg, Rosanoff emigrò negli Stati Uniti nel 1891 e si laureò in Medicina alla Cornell University nel 1900. 
Suoi fratelli e sorella furono l’editore di Denver Joseph Rosenberg, il chimico Martin André Rosanoff e la matematica e scrittrice Lillian Rosanoff Lieber.
Aaron Rosanoff lavorò come medico al "Kings Park Hospital" (oggi "Kings Park Psychiatric Center)" dal 1901 al 1922.
Dal 1922 fino alla sua morte nel 1943, fu psichiatra per la "L.A. Diagnostic Clinic" di Los Angeles e fu Direttore degli Istituti e Commissioni di Stato deputati al trattamento della malattia mentale per lo Stato della California nel 1933.
Strettamente associato all'"Eugenics Record Office" e membro dell'"Eugenics Research Association", Rosanoff fu membro del consiglio consultivo della "American Eugenics Society" dal 1923 al 1935. È stato anche membro del comitato editoriale dell'"American Journal of Psychiatry". Nel 1905 tradusse "Manual of Psychiatry" di Joseph Rogues de Fursac, un libro di testo di medicina che, dopo diverse edizioni, dal 1927 apparve sotto il solo nome di Rosanoff.
Rosanoff studiò sia i fattori fisiologici che i fattori genetici che conducono a varie psicosi ed è meglio conosciuto per la sua Teoria della Personalità, che suddivide la personalità umana in sette gradi: 
normale, isteroide, maniacale, depressivo, autistica, paranoide e epilettoide. 
Sul modello di tale Teoria di Rosanoff si basò la Scala di Temperamento di Humm-Wadsworth nel 1935. Essa è stata utilizzata negli anni settanta, in particolare da Chandler McLeod, che adopera un sistema Humm modificato.